# Киссе, Антон Иванович
Анто́н Ива́нович Киссе́ (укр. Антон Іванович Кіссе; род. 10 октября 1958, село Евгеновка Тарутинского района, Одесская область, УССР, СССР) — украинский политик, депутат Верховной Рады Украины, Президент Ассоциации болгар Украины, общественный деятель.
С июня 2015 года сопредседатель политической партии «Наш край».

## Образование и научная деятельность
По национальности — болгарин. Первые 8 классов школы Антон Киссе окончил в родном селе Евгеновка Тарутинского района Одесской области, затем учился в Бородинской средней школе.
Прошёл срочную службу в рядах Советской Армии, после чего поступил в Одесский государственный педагогический университет им. К. Д. Ушинского на специальность преподавателя физического воспитания. ВУЗ окончил в 1983 году.
В 1997 году получил второе высшее образование в Одесском государственном университете им. И. И. Мечникова по специальности «правоведение», а в 1999 году окончил Одесскую государственную юридическую академию по специальности «государственное управление».
В 2000 году стал кандидатом педагогических наук, в 2007 году защитил докторскую диссертацию в области политических наук.

## Карьера
Свою трудовую деятельность Антон Киссе начал ещё после окончания школы в селе Евгеновка, где работал трактористом в совхозе «Родина».
Получив первое высшее образование, будущий политик устроился работать по специальности. С 1983 по 1986 год он трудился педагогом-организатором ЖЭУ-74 Ильичевского района Одессы, затем с 1986 по 1994 год был председателем комитетов по спорту и делам молодёжи Ильичевского района Одессы.
В 1994 году стал заместителем председателя Ильичевского райисполкома, проработав на этой должности до 1996 года, а в 1998 году получил пост председателя Ильичевской районной администрации Одесского городского совета.
В 2003 году получил должность заместителя председателя областной государственной администрации, на которой проработал до избрания народным депутатом Украины в 2004 году.
С 2007 года по настоящее время является профессором кафедры политических наук Южноукраинского национального педагогического университета им. К. Д. Ушинского, а также доцентом кафедры теории и истории государства и права Одесского национального морского университета. За этот период стал автором и соавтором ряда научных монографий и публикаций.

## Политическая деятельность

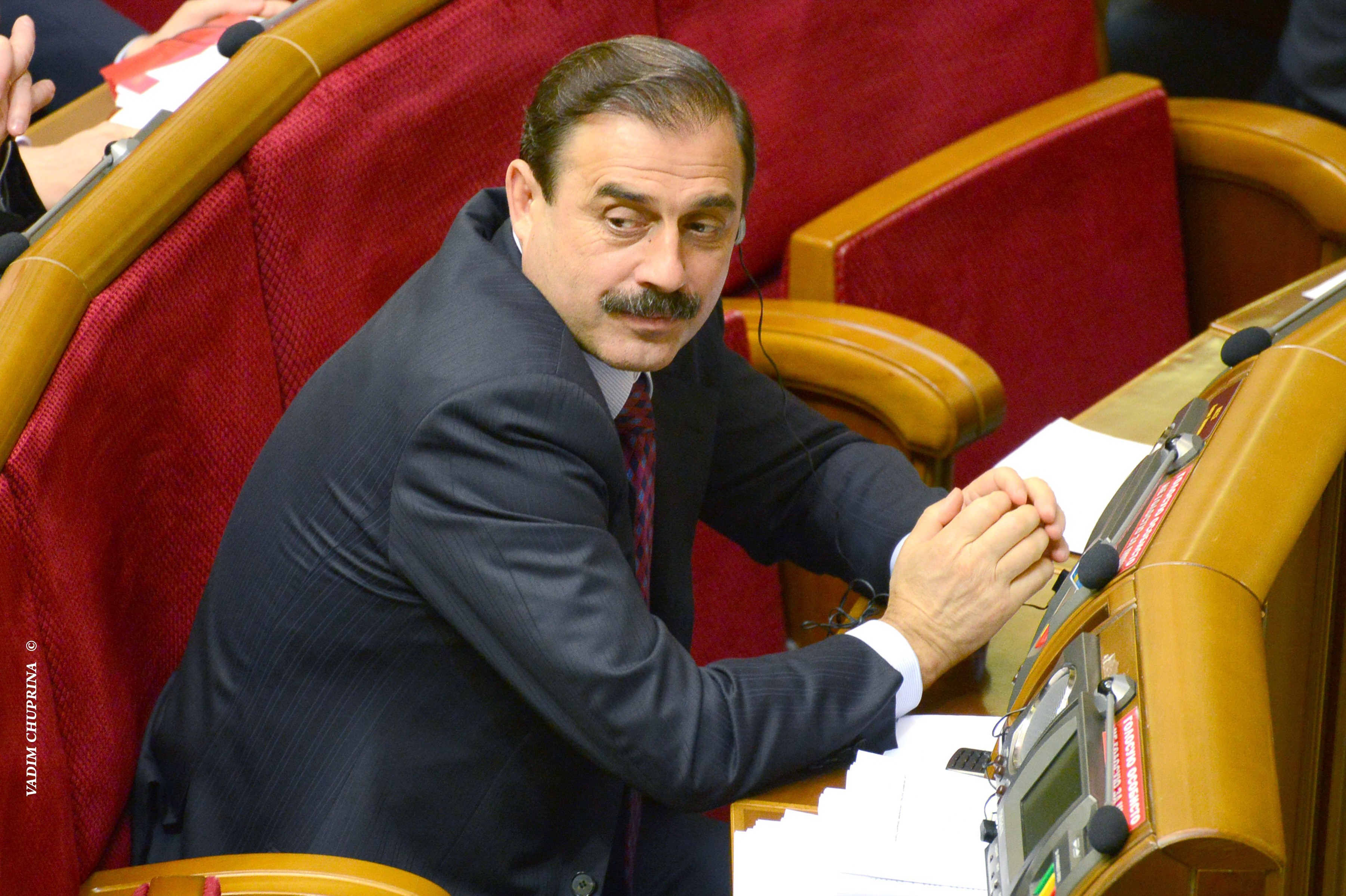
ВЕРХОВНАЯ РАДА УКРАИНЫ

С 1990 по 1998 год Антон Киссе избирался депутатом Одесского областного совета, с 1998 по 2004 год — депутатом Одесского городского совета.
В 2002 году впервые принял участие в выборах в Верховную раду по округу № 141, но не смог победить. Однако в 2004 на довыборах по округу № 136 в Одессе стал народным депутатом Украины IV созыва. Его каденция продлилась до 2006 года. За это время нардеп стал руководителем депутатской фракции партии «Возрождение», членом Комитета по вопросам прав человека, национальных меньшинств и межнациональных отношений, принял участие в подготовке 18 законопроектов, инициировал 25 депутатских запросов Верховной Рады по социально-экономическим проблемам области.

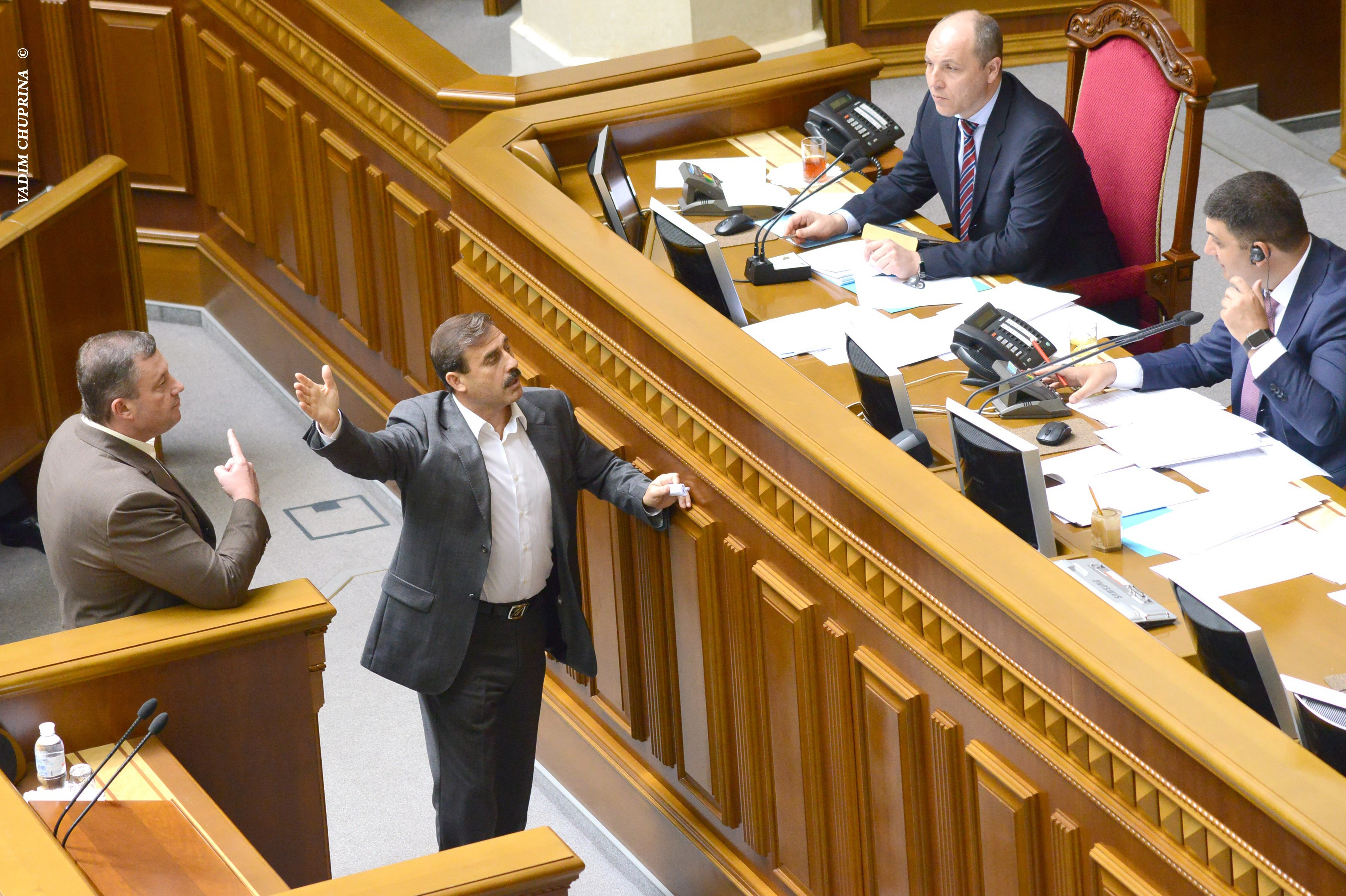
ВЕРХОВНАЯ РАДА УКРАИНЫ

С октября 2007 по ноябрь 2012 года вновь был депутатом Одесского областного совета. Работал в Комиссии по вопросам культуры, туризма, духовности и межнациональных отношений, вошёл в состав фракции депутатов от Партии регионов.
12 декабря 2012 года снова стал народным депутатом Украины, в этот раз в Верховной Раде VII созыва, победив на выборах в округе № 142 с центром в Арцизе, в чём ему помогали жители Евгеновки. Эту должность занимает и по сей день.
В статусе народного депутата Антон Киссе также является секретарём Специальной контрольной комиссии Верховной Рады Украины по вопросам приватизации, членом Комитета Верховной Рады Украины по вопросам европейской интеграции, соголовой группы по межпарламентским связям с Республикой Болгария, членом групп по межпарламентским связям с Молдовой, Турцией, Арменией, Грузией, Израилем, Беларусью, Южной Кореей, Польшей.

## Общественная деятельность
Антон Киссе является Президентом Ассоциации болгар Украины Архивная копия от 4 октября 2016 на Wayback Machine, Президентом Ассоциации спортивной борьбы Одесской области, заместителем главы Совета национальных обществ Украины при Президенте Украины, а также участником других общественных организаций.
Занимается развитием спорта в Бессарабии. При поддержке депутата состоялся ряд региональных футбольных турниров: Кубок украинских сел, Кубок молдавских сел и др. В 2012 году организовал творческий конкурс-фестиваль «Феерия талантов Бессарабии». Выступает инициатором создания памятников предкам-ополченцам в Болграде, покровителю бессарабских переселенцев генералу И. Н. Инзову в Новой Ивановке и Тарутино, святым равноапостольным Кириллу и Мефодию в Одессе, героям национально-освободительного движения в Киеве, Одессе, Арцизе, Бердянске и Ольшанке, воинам-интернационалистам в Арцизе.
Автор книги «Возрождение болгар Украины». Также к печати готовится новая книга, посвящённая истории народов и национальностей, населяющих украинскую Бессарабию.

## Награды
За свою общественную, политическую и научную работу Антон Киссе награждён орденом «За заслуги» II и III степеней, знаком «Отличник образования Украины», Знаком отличия Госкомнацмиграции, Орденом Святого равноапостольного князя Владимира Великого III степени, орденом Республики Болгария «Мадарски конник», Почетным знаком отличия Президента Республики Болгария.

## Личная жизнь
Антон Киссе женат, вместе с супругой Галиной Анатольевной воспитывает двух сыновей и дочь. Старший сын Геннадий работает по специальности. Средний сын Максим в 2012 году окончил Одесский национальный экономический университет. 17-летняя дочь Анастасия — член олимпийской сборной Республики Болгария по художественной гимнастике.
Владеет русским и болгарским языками, изучает украинский.